# Josse De Pauw

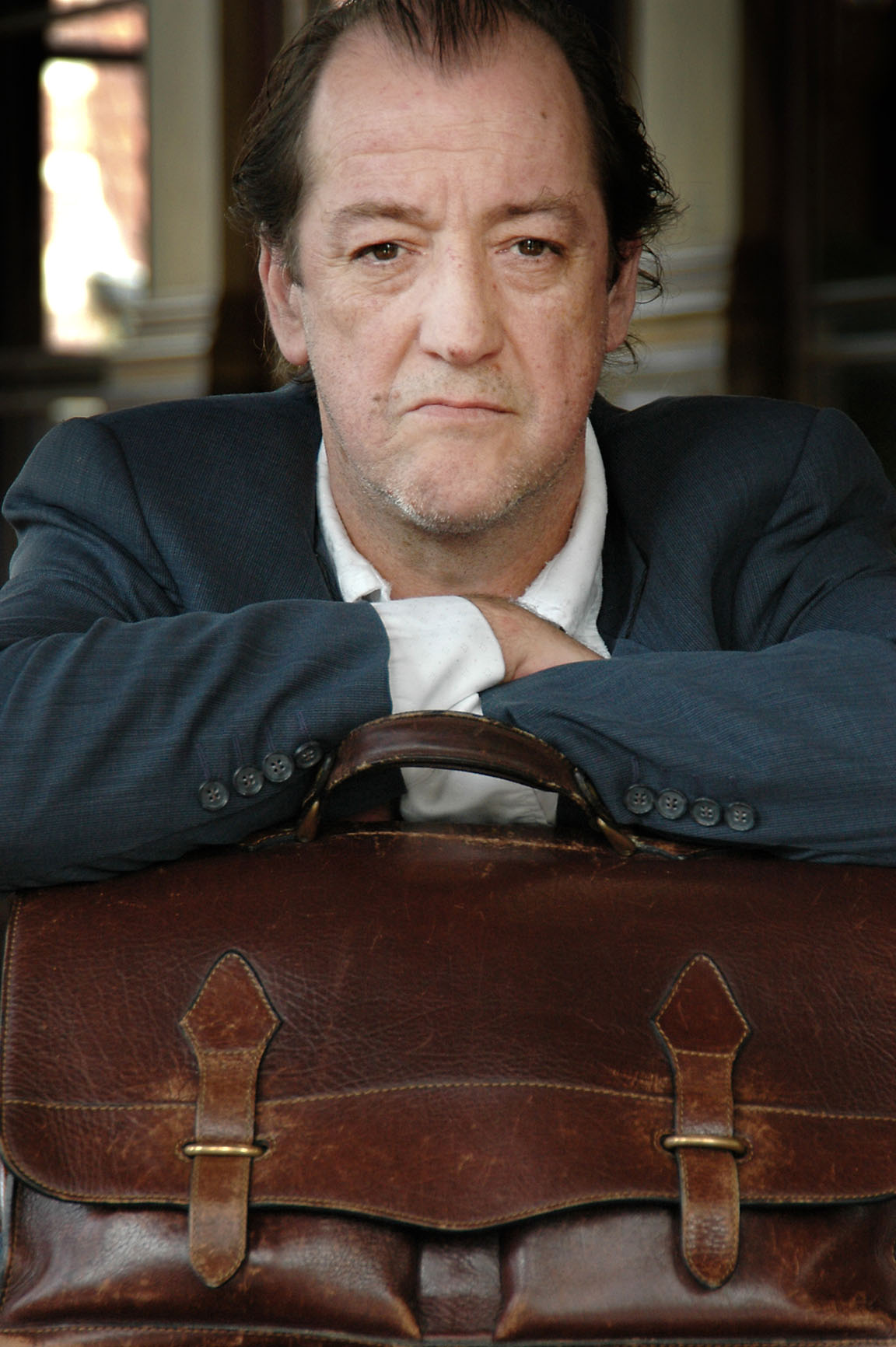
Josse De Pauw

Josse De Pauw (* 1952 in Asse, Belgien) ist ein flämischer Schauspieler, Regisseur und Autor.

## Werdegang
De Pauw studierte am Koninklijk Conservatorium in Brüssel unter namhaften Lehrern und zeitgleich mit weiteren bekannten belgischen Schauspielern. Mitte der 70er Jahre begann er in Brüssel im Künstlerkollektiv Schaamte zu arbeiten, welches der Vorläufer des späteren Kaaitheaters war. Seit 1999 ist er als fester Stückeschreiber am Victoria in Gent tätig und hatte verschiedentlich Führungspositionen in Theatern inne.
Doch De Pauw war nicht nur im Bereich Theater tätig, sondern wirkte auch in etwa 50 Filmen in Kino und Fernsehen mit. Er ist einer der bekanntesten Filmschauspieler in den Beneluxländern. Einer seiner – auch in Deutschland – bekanntesten Filme ist die oscarnominierte Kinokomödie Jeder ist ein Star! von 2000. De Pauw schrieb selbst auch Drehbücher dreier Filme und führte zweimal auch Regie (Vinaya und Übung). Für seine Werke und sein Wirken wurde er ausgezeichnet.
Während seiner Karriere hat er mit den Schauspielern, Regisseuren, Schriftstellern und Künstlern  Tom Jansen, Dirk Roofthooft, Luk Perceval, Guy Cassiers, Jan Decorte, Jürgen Gosch, Jan Ritsema, Jan Lauwers, Manu Riche, Peter Vermeersch and FES, Claire Chevallier, George van Dam, Jan Kuijken, Eric Thielemans, Rudy Trouvé, Roland Van Campenhout, Collegium Vocale, I Solisti del Vento zusammengearbeitet.
Er schreibt auch eigene Geschichten, die in zwei Büchern gesammelt sind: Werk und Nog.

## Filmografie (Auswahl)
- 1984: Der Stille Ozean (De stille Oceaan)
- 1985: Wildshut
- 1986: Der Weichensteller (De Wisselwachter)
- 1987: Crazy Love
- 1989: Warte bis zum Frühling, Bandini (Wait Until Spring, Bandini)
- 1991: Toto der Held (Toto le héros)
- 1992: Order of the day (L’Ordre de jour)
- 1993: Aan Zee
- 1994: Just Friends
- 1995: Der fliegende Holländer (De vliegende Hollander)
- 1995: Die Passion des Darkly Noon (The Passion of Darkly Noon)
- 1996: Jugend ohne Gott (Jeunesse sans dieu, Fernsehfilm)
- 1996: Zwarte sneeuw (Fernsehserie)
- 1998: Hombres Complicados
- 1999: Pour toujours
- 2000: Jeder ist ein Star! (Iedereen beroemd!)
- 2000: Wild Mussels
- 2001: I Know I’ll See Your Face Again (Verboden te zuchten)
- 2003: De vreemde Mann
- 2004: 25 Grad im Winter (25 degrés en hiver)
- 2005: Someone Else’s Happiness (Een ander zijn geluk)
- 2007: Firmin
- 2008: Vinyan
- 2014: Flying Home
- 2016: Everybody Happy
- 2017: Cargo
- 2019: De Patrick
- 2019: Die zwölf Geschworenen (De twaalf, Fernsehserie)

## Auszeichnungen
- 1987 – Joseph-Plateau-Filmpreis für den Besten Belgischen Schauspieler in Crazy Love
- 1991 – Belgischer Staatspreis für Theaterliteratur
- 1994 – Joseph-Plateau-Filmpreis für den Besten Belgischen Schauspieler in Just Friends
- 1998 – Nominiert für den Joseph-Plateau-Filmpreis als Bester Belgischer Schauspieler in Hombres complicados
- 2000 – Océ-Podiumspreis
- 2000 – Joseph-Plateau-Filmpreis für den Besten Belgischen Schauspieler in Jeder ist ein Star!
- 2000 – Nominierung für die Gouden Uil ebenfalls für das Buch Werk
- 2001 – Gerard-Walschap-Preis (Seghers Literatuurprijs / Literatuurprijs Gerard Walschap Londerzeel) für sein Buch Werk
- 2001 – Großer Theater Festivalspreis für das Stück Übung
- 2002 – Lucy B. en C.W. van der Hoogtprijs wiederum für das Buch Werk
- 2021 – Ostend Film Festival Preis für den Besten Schauspieler in einer TV-Serie in Die zwölf Geschworenen